# Kutbizmus
A kutbizmus vagy kotebizmus (még qutebizmus, qutbiyya vagy qutbiyyah) Szajjid Kutb iszlám teológus által megfogalmazott iszlamista ideológia, amely teológiaként a Muszlim Testvériség nevű szervezetben fejlődött tovább. Korábban extrém dzsihádista ideológiaként jellemezték, amely az iszlám terjesztésére szólít fel, illetve ennek elősegítése érdekében a fegyveres dzsihád hirdetését is szükségesnek tartja.
A kutbizmus akkor került a széles körű érdeklődés középpontjába, amikor sokak szerint mély teológiai hatást gyakorolt olyan iszlám extrémistákra és terroristákra mint például Oszáma bin Láden.
A muszlim szélsőségesek rendszeresen idézik Szajjid Kutbot, és úgy tekintenek magukra, mint Kutb intellektuális utódaira.

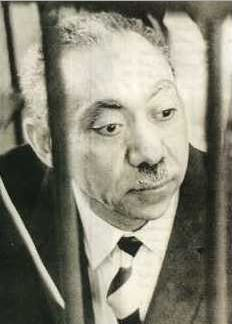
Szajjid Kutb

## Tanai

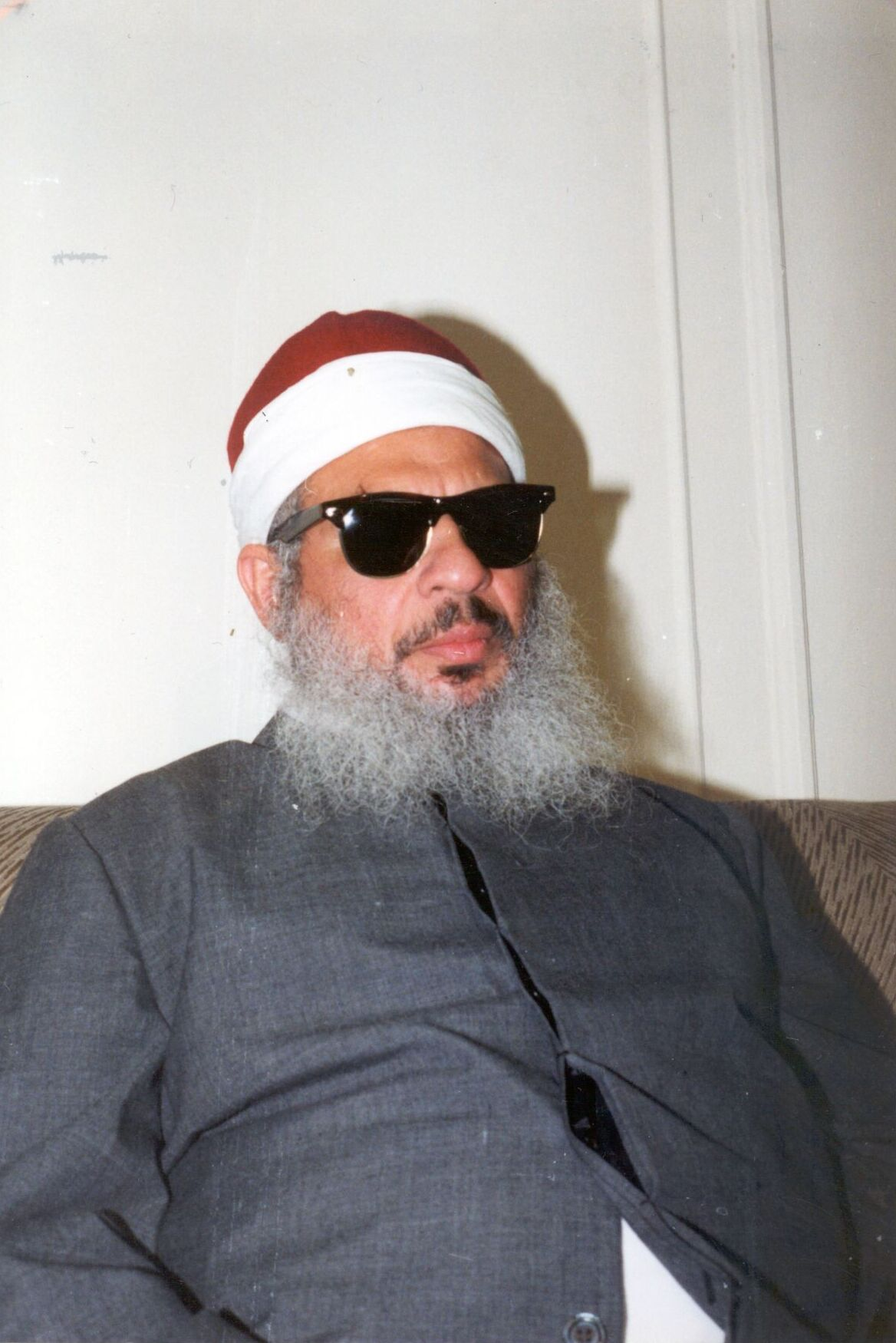
Omar Abdel-Rahman, a vak sejk néven ismert, szélsőséges iszlamista hitszónok

A kutbista ideológia fő tanításának középpontjában a muszlim közösség (vagy az a muszlim közösség, mely azért harcol, hogy helyreállítsa azt) „néhány évszázada kihalt” miután visszatért az istentelen tudatlanság (dzsáhilijja), és vissza kell foglalni azt.
Kutb elképzeléseit egy Ma'alim fi-l-Tariq (azaz Mérföldkövek) című könyvében vázolta fel.
A kutbizmus egyéb fontos alapelvei:
- Ragaszkodás a saríához, mint szent törvényhez, mely nélkül nem létezhet az iszlám.
- Ragaszkodás a saríához, mint egy komplett életmódhoz, ami nem csak igazságot hoz, hanem békét, személyes örömöt, tudományos felfedezést, teljes szabadulást a szolgaságból, és számos egyéb hasznot.
- Elkerülni a nyugatot és mindent ami nem iszlám hanem „gonosz és korrupt”, ezen belül a szocializmust, nacionalizmust és a fogyasztói-társadalom orientált kapitalizmust.[8]
- Ébernek kell lenni a nyugati és a zsidó összeesküvésekkel szemben, melyek az iszlám ellen irányulnak.
- Kétoldali támadása az 1.) átalakítás hirdetésének 2.) Dzsihádot kell alkalmazni annak érdekében, hogy erőszakkal meg lehessen szüntetni az istentelen tudatlanság struktúráját.[9]
- Különösen fontos szerepe van a támadó dzsihádnak abban, hogy megszüntesse az istentelen tudatlanságot nem csak az iszlám szülőföldjén hanem az egész földön.

## A kutbizmus ideológiájának terjesztése
Kutb üzenete elsősorban az írásain keresztül terjedt, valamint a követői, főleg a testvére, Mohamed Kutb terjesztette, aki Szaúd-Arábiába költözött, miután kiengedték az egyiptomi börtönből, és miután az iszlám professzora lett. Ő szerkesztette, hozta nyilvánosságra és reklámozta testvére írásait.

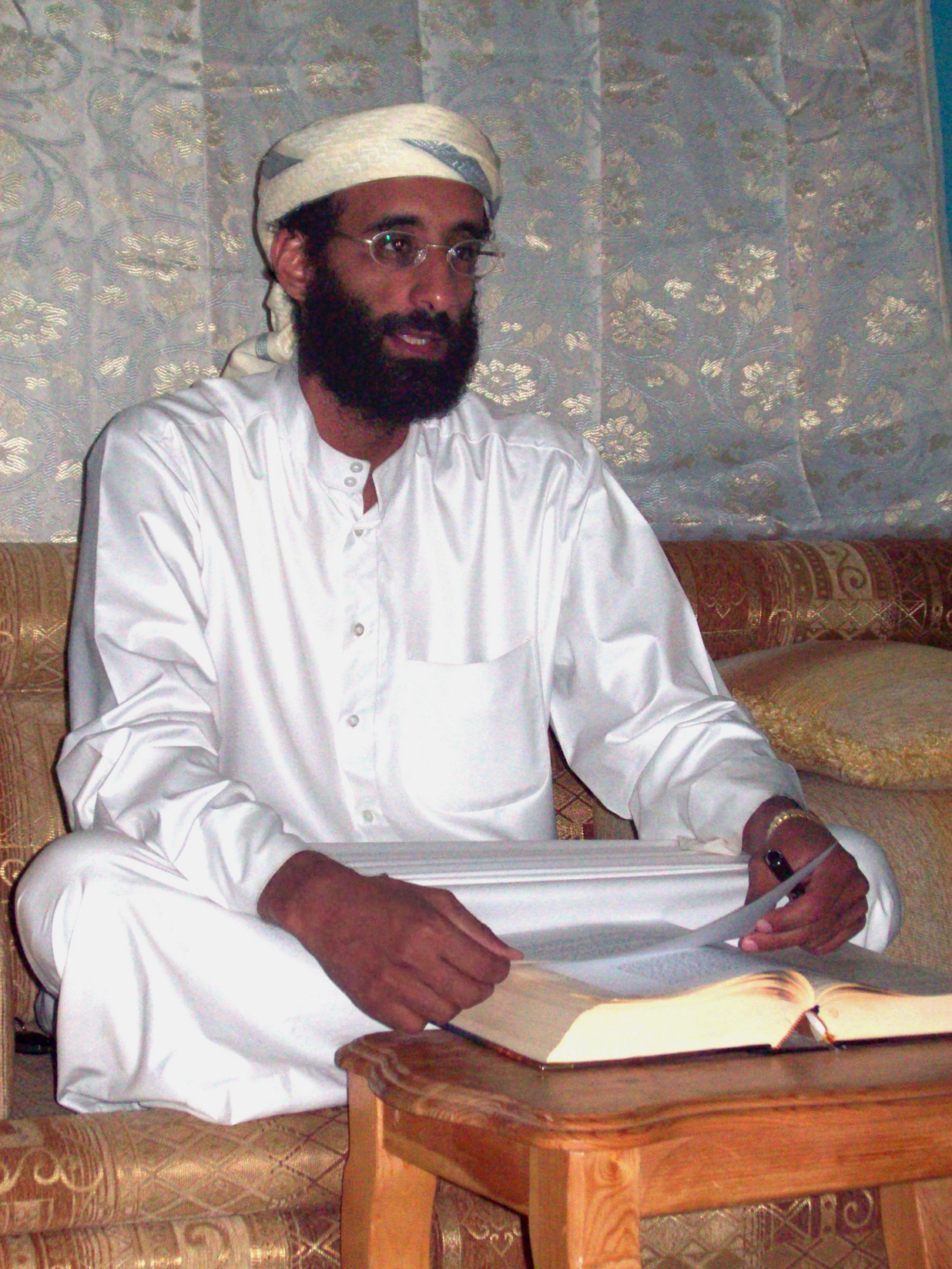
Anvar al-Avlaki

Ajman az-Zaváhiri, aki Kutb tanítványa volt, valamint tagja volt az Egyiptomi Iszlám Dzsihád nevű szervezetnek is. Majd később Oszáma bin Láden és az Al-Káida vezetőségi tagjainak mentorává vált.
Oszáma bin Láden tett róla említést, hogy rendszeresen részt vett Mohamed Kutb előadásain, a King Abdulaziz Egyetemen, olvasta Kutb műveit, valamint említette, hogy Kutb tanai mély benyomást gyakoroltak rá.
Később a jemeni Al-Káida vezető Anvar al-Avlaki szintén arról beszélt, hogy Kutb nagy hatást gyakorolt rá azzal, hogy „annyira mély módon írt, hogy úgy éreztem, mintha Szajjid közvetlenül nekem írt volna… közvetlenül, hozzám szólt.”

## Takfir
A kutbizmus legvitatottabb aspektusa, a takfir Kutb azon elméletén alapul, mely szerint az igazi iszlám kihalt. A takfir szerint Kutb iszlám élharcosait kivéve azok, akik magukat muszlimnak nevezik, ténylegesen nem muszlimok. A takfir célja a hitehagyott muszlimok „sokkolása” annak érdekében, hogy felvegyék a harcot a vallási ügy mellett. A szó szerint vett takfir alapján aki nem kutbista, és azt állítja, hogy muszlim, az megsérti a saría törvényt, melynek megtartását Kutb nagyon hangsúlyozza. Aki megsérti ezt a törvényt, azt úgy kell tekinteni, mint aki hitehagyott: bűncselekmény miatt halálbüntetéssel büntetendő a Kutb féle teológia szerint.
E komoly következmények miatt a muszlimok általában vonakodnak a takfir gyakorlásától, azaz attól, hogy a hitvallásukat kifejező muszlimokat hitetleneknek nyilvánítsák.
Kutb meghalt, mielőtt meg tudta volna pontosan határozni azt, hogy ő milyen értelemben használta a dzsáhilijja szót, mely vonatkozhatott az egész „muszlim világra” de jelenthette a muszlim kormányokat is, vagy lehet egy allegorikus jelentése is. Kutb dzsáhilijjával kapcsolatos kevésbé világosan tanainak sajátos értelmezése hatással volt olyan Kutb követőkre akik az 1980-as, 1990-es években radikális kampányt, és terrort illetve „fizikai erőt és dzsihádot” használtak a „dzsáhili” nevezetű felkelők szervezetei ellen.
A takfir áldozatai között van az egyiptomi elnök Anwar Szadát, a terrorizmus elleni rendőrség vezetője Raouf Khayrat, a parlamenti szóvivő Rifaat el-Mahgoub, európai turisták és egyiptomi járókelők, és több mint száz egyiptomi politikai hivatalnok. Egyéb faktorok (olyanok mint gazdasági működés zavarai, stagnálása és Szadat elnök, Izraellel való megbékéléssel kapcsolatos politikáját követő düh) is szerepet játszott az erőszakra való uszítás terjedésében, de Kutb takfir-ja a dzsáhilijja, illetve az istentelen tudatlanság állapotában lévő társadalom ellen, valamint az ő szenvedélyes hite a dzsáhilijja állapotában lévő államban, javíthatatlanul gonosz volt, és szintén kulcs szerepet játszott az erőszakra való uszítás terjedésében.

## Fordítás
Ez a szócikk részben vagy egészben a Qutbism című angol Wikipédia-szócikk fordításán alapul.  Az eredeti cikk szerkesztőit annak laptörténete sorolja fel. Ez a jelzés csupán a megfogalmazás eredetét és a szerzői jogokat jelzi, nem szolgál a cikkben szereplő információk forrásmegjelöléseként.